# Theodor Köppen

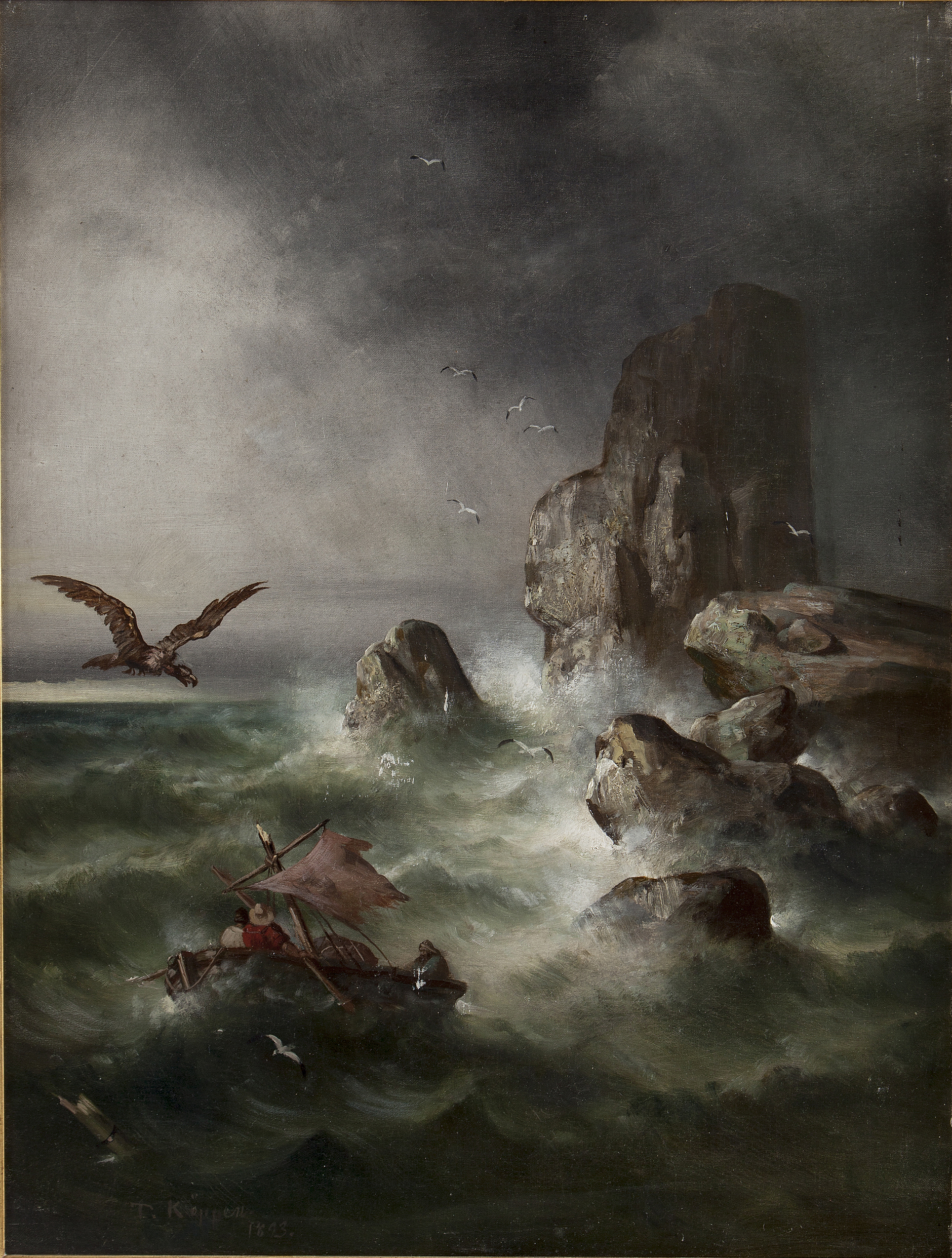
Theodor Köppen: Seenot (1893)

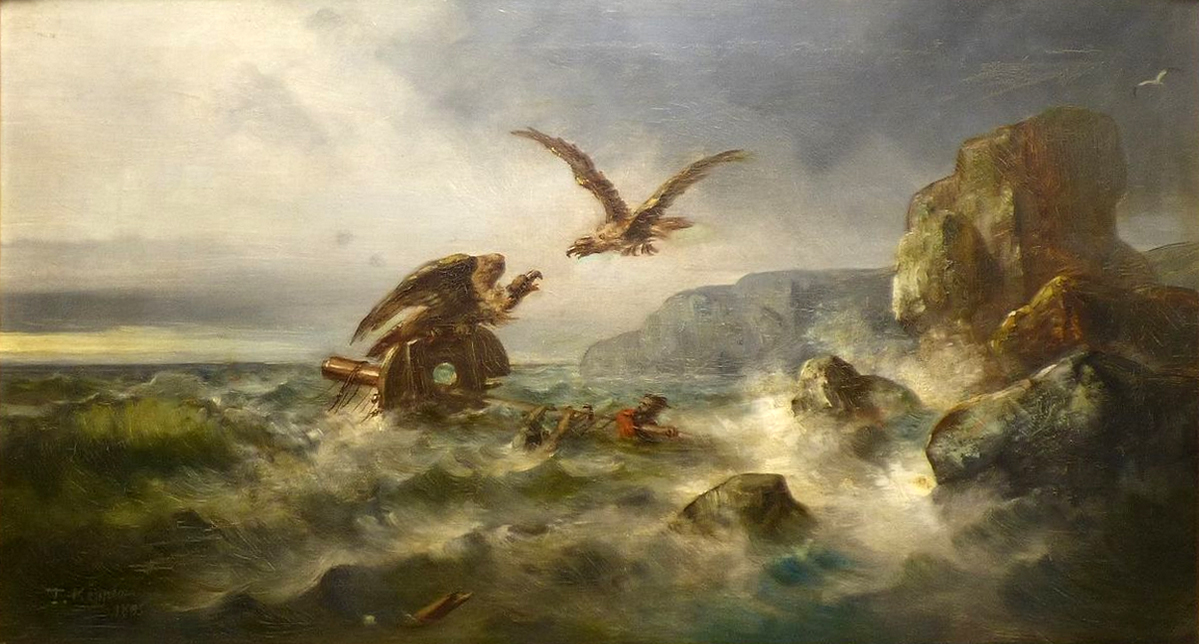
Theodor Köppen: Schiffbruch (1895)

Theodor Köppen, Taufname Hermann Wilhelm Theodor Köppen (* 27. Juli 1828 in Brake/Weser, Großherzogtum Oldenburg; † 3. März 1903 in Nymphenburg), war ein deutscher Marine-, Historien- und Porträtmaler.

## Leben
Köppen war der Sohn eines Gutsbesitzers und studierte an der Düsseldorfer Kunstakademie sowie ab dem 22. Oktober 1851 an der Königlichen Akademie der Künste in München bei Wilhelm von Kaulbach. Nach dem Studium unternahm er Studienreisen nach Italien, danach ließ er sich in München nieder. Er malte überwiegend Meeresbilder, daneben auch Historienbilder und Porträts.
1896 malte er auf Vermittlung von Hermann Allmers das Altarbild für die St.-Nikolai-Kirche in Stollhamm nahe seinem Heimatort.
Köppen war mit Babetta, geb. Wieser (* 1843), der Tochter eines Musiklehrers, verheiratet und Vater der Maler Wilhelm Köppen (1876–1917) und Max Köppen (1877–1960) sowie von Katharina Köppen (1881–1907).